# Egyesített Atomkutató Intézet
Dubnai Egyesített Atomkutató Intézet (angolul: Joint Institute for Nuclear Research, JINR; oroszul: Объединённый институт ядерных исследований, ОИЯИ)

## Alapítása
Az Egyesített Atomkutató Intézetet (EAI) 1956. március 26-án alapította Albánia, Bulgária, Magyarország, NDK, Kína, a Koreai Népi Demokratikus Köztársaság, Mongólia, Lengyelország, Románia és a Szovjetunió.
Az intézet technikai hátterét a Dubnában 1947-ben alapított fizikai intézet képezte. A nemzetközi intézet megalapításának közvetlen előzménye az 1954-ben létrejött CERN volt.

## Az EAI napjainkban
Az intézetben jelenleg 18 ország (Azerbajdzsán, Bulgária, Csehország, Fehéroroszország, Grúzia, Kazahsztán, Észak-Korea, Kuba, Lengyelország,  Moldova, Mongólia, Oroszország, Örményország, Románia, Szlovákia, Ukrajna, Üzbegisztán és Vietnám) közel 1000 kutatója végez kutatómunkát.
Az EAI társult tagjai különböző szervezetek, mint az UNESCO, CERN, CLAF és Franciaország, Németország, Olaszország és az Egyesült Államok vezető fizikai kutató intézetei.
Jelenleg az EAI-nak 7 Laboratóriuma van:
- Elméleti Fizikai Laboratórium
- Nagyenergiájú Fizikai Laboratórium (részecskefizika)
- Nehézion Fizikai Laboratórium
- Nukleáris kölcsönhatások Laboratóriuma
- Neutronfizikai Laboratórium
- Szilárdtestfizikai Laboratórium
- Informatikai Laboratórium

Az Egyesített Atomkutató Intézetben felfedezett elemek:
- raderfordium (1964),
- nobélium (1966),
- dubnium (1968),
- sziborgium (1974),
- bohrium (1976),
- fleróvium (stabilitás szigete, 1999),
- livermórium (2001),
- nihónium (2004),
- moszkóvium (2004).
- oganeszon (2006).
- tenesszium (2010).

## Magyarország részvétele az intézet munkájában
Magyarország az intézet alapító tagországa volt. Magyar kutatók 1962-ben az EAI és CERN között megkötött együttműködési szerződés keretében a szocialista országok kutatói közül legelsőként jutottak lehetőséghez, hogy a CERN-ben végzett részecskefizikai kutatásokban részt vehessenek.
1960 és 1990 között magyar fizikusok és informatikusok több korosztálynak a Dubna–CERN együttműködés keretében megvalósult szemináriumokon, nyári iskolákon (részecskefizikai, elméleti fizikai, és informatikai) volt lehetőségük az élvonalbeli kutatások megismerésére és a nemzetközi kapcsolataiknak kialakítására.
A rendszerváltást követően, 1992 végén Magyarország az alapító tagok közül egyedüliként (nem számítva az időközben megszűnt NDK-t és a jóval korábban kilépett Kínát) egy alapvetően elhibázott politikai döntés értelmében tüntetőleg kivonult a dubnai Egyesített Atomkutató intézetből, és csak megfigyelőként vesz részt az intézet munkájában.

## Az Intézet igazgatói
- Dmitrij Ivanovics Blohincev (1956–1965)
- Nyikolaj Nyikolajevics Bogoljubov (1966–1988)
- Kiss Dezső (1989–1992)
- Vlagyimir Georgijevics Kadisevszkij (1992–2005)
- Alekszej Norajrovics Sziszakjan (2005–2010)
- Mihail Grigorjevics Itkisz (2010–2012)
- Viktor Anatoljevics Matvejev (2012–2020)
- Grigorij Vlagyimirovics Trubnyikov (2021 óta)